# Orthetrum kollmannspergeri
Orthetrum kollmannspergeri là loài chuồn chuồn trong họ Libellulidae. Loài này được Buchholz mô tả khoa học đầu tiên năm 1959.